# Leszek Jaroszewicz
Leszek Roman Jaroszewicz (ur. 24 maja 1959 w Lublinie) – polski inżynier, pułkownik WP, profesor nauk technicznych. Specjalizuje się w zagadnieniach z zakresu optoelektroniki i techniki światłowodowej. Dyrektor, wykładowca i profesor zwyczajny w Instytucie Fizyki Technicznej na Wydziale Nowych Technologii i Chemii Wojskowej Akademii Technicznej im. Jarosława Dąbrowskiego w Warszawie. Członek Komitetu Geofizyki oraz Elektroniki i Telekomunikacji PAN. Członek korespondent Wydziału Nauk Technicznych Polskiej Akademii Nauk od 2019 roku. Przewodniczący Komisji Rewizyjnej Polskiej Izby Gospodarczej Zaawansowanych Technologii, wiceprzewodniczący Sekcji Polskiej Międzynarodowego Stowarzyszenia Optyków i Optoelektroników SPIE. Wiceprezes Polskiego Stowarzyszenia Fotonicznego.
Ukończył studia w WAT na kierunku fizyka techniczna (rocznik 1983). Doktoryzował się w 1989 roku na Wydziale Inżynierii, Chemii i Fizyki Technicznej, habilitację uzyskał w 1996 lub 1997 roku na podstawie pracy zatytułowanej Rola polaryzacji i spójności w interferometrii światłowodowej. Tytuł profesora nauk technicznych nadano mu w 2002 roku.
Autor pierwszego polskiego żyroskopu światłowodowego. Twórca i kierownik projektu FOSREM w ramach którego rozwijane są kolejne wersje światłowodowych czujników drgań rotacyjnych używanych m.in. w sejsmologii. Stworzone przez zespół FOSREM czujniki światłowodowe pracują w obserwatorium geofizyki PAN w Książu oraz w kopalni Ignacy w Rybniku (w ramach projektu EPOS).
Współautor wielu publikacji m.in. (wybrane): 
1. Technology and research on the influence of liquid crystal cladding doped with magnetic Fe3O4 nanoparticles on light propagation in an optical taper sensor, Advanced Optical Technologies 13, Lipiec 2024.
2. Vibration sensing with the optical fibre Mach-Zehnder interferometer, A. T. Kurzych, L.R. Jaroszewicz, Opto-Electron. Rev., 31(4), (2023).
3. Development of Three-Axis Fibre-Optic Seismograph for Direct and Autonomous Monitoring of Rotational Events with Perspective of Historical Review, A.T. Kurzych, L.R. Jaroszewicz, J.K. Kowalski, Sensors, 22, (2022), 8902, DOI: 10.3390/s22228902
4. Towards uniformity of rotational events recording - initial data from common test engaging more than 40 sensors including a wide number of fiber-optic rotational seismometers, A. T. Kurzych, L.R. Jaroszewicz, M. Dudek, B. Sakowicz, J.K.Kowalski, Opto-Electron. Rev., 29(1), (2021), 39-44,  DOI: 10.24425/opelre.2021.135827
5. Rotation, Strain and Translation Sensors PerformanceTests with Active Seismic Sources, F. Bernauer, K. Behnen, J. Wassermann, S. Egdorf, H. Igel, S. Donner, K. Stammler, M. Hoffmann, P. Edme, D. Sollberger, C. Schmelzbach, J. Robertsson, P. Paitz, J. Igel, K. Smolinski, A. Fichtner , Y. Rossi, G. Izgi, D. Vollmer, E.P.S. Eibl, S. Buske, C. Veress, F. Guattari, T. Laudat, L. Mattio, O. Sebe , S. Olivier, C. Lallemand, B. Brunner, A.T. Kurzych, M. Dudek, L.R. Jaroszewicz, J.K. Kowalski, P. Bonkowski, P. Bobra, Z. Zembaty, J. Vackár, J. Málek, J. Brokesova, Sensors, 21, (2021), 264, DOI: 10.3390/s21010264

Współautor książek:
1. Liquid Crystal Optical Device[8].
2. Liquid Crystal Light Modulators, BEL Studio Ltd, 2014
3. Moment Tensor Solutions – A Useful Tool for Seismotectonics, Springer 2018